# Jéan Constant
Jéan Constant (* 22. September 1996 auf Haiti) ist ein US-amerikanischer American-Football-Spieler auf der Position des Wide Receivers. Er spielte College-Football für die Bryant University Bulldogs und die Stony Brook Seawolves. Für die Saison 2023 der European League of Football wurde er von den Milano Seamen verpflichtet.

## Werdegang

### Jugend
Als Kleinkind begann Constant zunächst mit dem Fußball, doch wechselte er bereits als Fünfjähriger zum American Football. Constant besuchte die Village Academy High School, an der er sowohl im American Football als auch auf den Sprintstrecken in der Leichtathletik aktiv war. In seinem letzten Jahr an der Highschool wurde er als Team und Wide Receiver MVP ausgezeichnet. 2015 verpflichtete er sich für die Bryant University. Dort spielte er bei den Bulldogs in der Northeast Conference der NCAA Division I College-Football. Wie es für einen Freshman üblich ist, kam er in seinem ersten Jahr nicht zum Einsatz. Sein Debüt gab er daher erst am 10. September 2016, als er zwar seinen ersten Touchdown erzielte, jedoch mit seinem Team gegen die Montana State Bobcats verlor. Im weiteren Saisonverlauf bekam Constant nur wenig Spielzeit und stand bei keinem Spiel als Starter auf dem Feld. Er schloss die Saison mit insgesamt zwei Touchdowns ab. In der Saison 2017 wurde Constant nicht nur zu einem wichtigen Bestandteil der Bulldogs Offense, sondern auch in den Special Teams als Kick Returner. Er fing 48 Pässe für 594 Yards und sieben Touchdowns. Zudem gelangen ihm zwei Return sowie ein Lauf-Touchdown. Für diese Leistungen wurde er zweimal zum NEC Special Teams Player of the Week ernannt sowie zum Saisonende von mehreren Journalisten in All American Teams berufen. Er war der erste Kick Returner der Bulldogs, dem die Ehre einer All-American-Nominierung zuteilwurde. Auch in der Saison 2018, in der er einer der vier Team-Kapitäne war, konnte er als Passempfänger und Returner ähnliche Statistiken vorweisen, weshalb er erneut zum NCAA All American (darunter Walter Camp, Phil Steele and STATS) wurde. Für sein letztes College-Jahr wurde Constant zu den Stony Brook Seawolves (Colonial Athletic Association) transferiert. Dort kam er in neun Spielen zum Einsatz und erzielte insgesamt fünf Touchdowns.

### Herren
Im NFL Draft 2020 wurde Constant von keinem Franchise ausgewählt. Zur historisch ersten Saison der European League of Football 2021 wurde er von den Barcelona Dragons unter Cheftrainer Adam Rita verpflichtet. Constant entwickelte sich bereits in den ersten Wochen zum wichtigsten Receiver der Dragons und führte die Liga zur Saisonhälfte in Receiving Yards an. In der sechsten Spielwoche trug Constant mit 164 Receiving Yards und drei Touchdowns erheblich zum ersten Saisonsieg der Dragons bei, woraufhin er als Spieltags-MVP der ELF ausgezeichnet wurde. Während des Spiels der Dragons gegen Berlin Thunder in der zehnten Spielwoche erreichte Constant als erster Receiver in der ELF die 1000-Yards-Marke. Vom Sportmagazin American Football International wurde Constant zum Jahresende in das AFI’s All-Europe Team 2021 ernannt.
Anfang Dezember 2021 gaben die Hamburg Sea Devils die Verpflichtung Constants zur ELF-Saison 2022 bekannt.

## Statistiken
| Jahr | Veranstaltung | Größe  | Gewicht | 40 Yard Dash (≙ 36,6 m) | Bankdrücken (102 kg) | Standhochsprung | Standweitsprung | 3 Cone Drill |
| ---- | ------------- | ------ | ------- | ----------------------- | -------------------- | --------------- | --------------- | ------------ |
| 2020 | NFL Pro Day   | 173 cm | 84 kg   | 4,86 s                  | 18 Wiederholungen    | 80,0 cm         | 2,79 m          | 7,43 s       |

| Jahr                                                                     | Team                   | Spiele 1 | Receiving | Receiving | Receiving | Receiving | Receiving | Rushing | Rushing | Rushing | Rushing | Returning | Returning | Returning | Returning | Returning | Returning | Returning | Returning |
| Jahr                                                                     | Team                   | Spiele 1 | Rec       | Yds       | Avg       | TD        | Lng       | Att     | Yds     | Avg     | TD      | KR        | Yds       | Avg       | TD        | PR        | Yds       | Avg       | TD        |
| ------------------------------------------------------------------------ | ---------------------- | -------- | --------- | --------- | --------- | --------- | --------- | ------- | ------- | ------- | ------- | --------- | --------- | --------- | --------- | --------- | --------- | --------- | --------- |
| College-Football – NCAA Division I                                       |                        |          |           |           |           |           |           |         |         |         |         |           |           |           |           |           |           |           |           |
| 2016                                                                     | Bryant University      | 11       | 016       | 0265      | 16,6      | 01        | 40        | 02      | 33      | 16,5    | 1       | 05        | 0079      | 15,8      | —         | —         | —         | —         | —         |
| 2017                                                                     | Bryant University      | 11       | 048       | 0594      | 12,4      | 07        | 80        | 20      | 05      | 00,3    | 1       | 36        | 0989      | 27,5      | 2         | 07        | 030       | 04,3      | 0         |
| 2018                                                                     | Bryant University      | 11       | 043       | 0477      | 11,1      | 07        | 49        | 07      | 07      | 01,0    | 1       | 16        | 0626      | 39,1      | 3         | —         | —         | —         | —         |
| 2019                                                                     | Stony Brook University | 09       | 028       | 0439      | 15,7      | 05        | 55        | 01      | −4      | −4,0    | 0       | 18        | 0338      | 18,8      | 0         | 13        | 146       | 11,2      | 0         |
| College Gesamt                                                           | College Gesamt         | 42       | 135       | 1775      | 13,2      | 20        | 80        | 30      | 41      | 01,4    | 3       | 75        | 2032      | 27,1      | 5         | 20        | 176       | 08,8      | 0         |
| European League of Football                                              |                        |          |           |           |           |           |           |         |         |         |         |           |           |           |           |           |           |           |           |
| 2021                                                                     | Barcelona Dragons      | 10       | 074       | 1038      | 14,0      | 08        | 75        | 06      | 021     | 03,5    | 0       | 30        | 0969      | 32,3      | 1         | 14        | 266       | 19,0      | 0         |
| 2022 2                                                                   | Hamburg Sea Devils     | 12       | 066       | 0963      | 14,6      | 07        | 67        | 09      | 091     | 10,1    | 0       | 01        | 0024      | 24,0      | 0         | 12        | 236       | 19,7      | 0         |
| 2023                                                                     | Milano Seamen          | 8        | 65        | 823       | 12,7      | 3         | 59        | 8       | 58      | 7,3     | 0       | —         | —         | —         | —         | —         | —         | —         | —         |
| ELF Gesamt                                                               | ELF Gesamt             | 30       | 205       | 2.824     | 13,8      | 18        | 75        | 23      | 170     | 7,4     | 0       | 31        | 0993      | 32,0      | 1         | 26        | 502       | 19,3      | 0         |
| Quellen: footballdb.com, europeanleague.football, sportsmetrics.football |                        |          |           |           |           |           |           |         |         |         |         |           |           |           |           |           |           |           |           |

## Privates
Im Alter von zwei Jahren wanderte Constants Familie in die Vereinigten Staaten aus, wo er in Delray Beach, Florida aufwuchs. Constant studierte „Liberal Studies“ an der Universität. Er hat jeweils zwei Brüder und Schwestern.